# Wetar
La isla Wetar (en indonesio: Pulau Wetar) es una isla tropical que pertenece a la provincia indonesia de Molucas y es la isla más grande de las llamadas islas Barat Daya (literalmente «islas del suroeste»). Se encuentra al este de las islas de la Sonda Menores, que incluyen a las cercanas Alor y Timor, pero políticamente es parte de las islas Molucas. Hacia el sur, a través del Estrecho Wetar, se encuentra la isla de Timor, en su punto más cercano está a 56 km. Hacia el oeste, a través del estrecho Ombai, se encuentra la isla de Alor. Al suroeste de la isla está la muy pequeña isla de Liran y, además, la pequeña isla de Timor Oriental conocida como Atauro. Hacia el norte está el mar de Banda y al este Romang y Damar, las otras islas principales de las islas Barat Daya.
Las ciudades principales en Wetar son Lioppa en el noroeste, Ilwaki en el sur, Wasiri en el norte, Masapun en el este, y Arwala en el noreste. Estas están conectadas por carreteras.
Wetar es de 130 km de ancho de este a oeste, y 45 km de norte a sur. Tiene una superficie de 3600 km². Se encuentra rodeada por arrecifes de coral y por aguas profundas, que son adecuadas para el buceo. El punto más alto de la isla alcanza los 1412 m.
Wetar forma parte de un arco de islas volcánicas que incluye las otras islas Barat Daya y las islas Banda, creadas por la colisión de la Placa Indo-Australiana y la Placa Euroasiática. No es, sin embargo, principalmente de origen volcánico, siendo la corteza oceánica la que hizo que se levantara por la colisión de placas. 
Hay un número de minas de oro en Wetar, que han sido mal gestionadas y constituyen una preocupación ambiental.
Junto con otras islas vecinas, formó parte de Wallacea, el área de aguas profundas separada tanto de las plataformas continentales de Asia como las de Australia. Esta región es conocida por su fauna inusual, y Wetar no es la excepción. Tiene 162 especies de aves, tres de las cuales son endémicas, y cuatro de los cuales están en peligro. La precipitación es altamente estacional basada en los monzones, y las islas están en su mayoría cubiertas de bosques tropicales de hoja ancha, con muchos árboles perdiendo sus hojas durante la estación seca.
La principal actividad económica en Wetar es la agricultura de subsistencia, principalmente de sagú. La conchas de tortuga son recogidas y también exportadas a países donde el comercio de esta especie no está prohibido.
La mayoría de los habitantes son descendientes de Papúas. La mayoría son musulmanes, pero hay algunos cristianos también.